# Galerie Friedmann-Hahn
Die Galerie Friedmann-Hahn ist eine Galerie für zeitgenössische und figurative Kunst in Berlin.

## Geschichte
Die Galerie Friedmann-Hahn wurde 2005 von Alexander Friedmann-Hahn in Berlin-Charlottenburg gegründet. Sein Vater Josef Friedmann-Hahn betrieb in Hamburg einen Kunsthandel.
Bis 2005 war Alexander Friedmann-Hahn als Bildender Künstler tätig und nutzte die heutigen Galerieräumlichkeiten als Atelier.
Als Galerist baute Alexander Friedmann-Hahn ein Programm an internationalen zeitgenössischen Malern auf. Der Schwerpunkt liegt auf zeitgenössischer figurativer Malerei, ergänzt durch einzelne Positionen im Bereich Urban Art, Fotografie und Skulptur. Die Galerie Friedmann-Hahn vertritt u. a. die Künstler David FeBland, Josef Fischnaller, Markus Fräger, Edite Grinberga, Anders Gjennestad, Anne Leone, Daniel Ludwig, Saša Makarová, Nikolai Makarov, Guido Sieber, Marc Sparfel, Mark Taschowsky, Donald Vaccino und Maximilian Verhas.
Die Galerie zeigt pro Jahr vier bis sechs Einzelausstellungen, begleitet von Katalogproduktionen publiziert im Kunstverlag
Friedmann-Hahn, mit Essays, welche die Arbeiten kunsthistorisch positionieren. Als Autoren publizierten unter anderem der
Schriftsteller Christian Ankowitsch, der ehemalige Direktor der Villa Massimo in Rom Jürgen Schilling, der Philosoph Harry Lehmann, die Kunsthistoriker Mark Gisbourne und Ludwig Seyfarth, die Filmkritikerin Ursula Vossen, der Leiter des Künstlerhauses Bethanien Christoph Tannert und die Zeit-Autorin und Publizistin Maxi Sickert-Broecking.
Zu den Ausstellungen produziert die Galerie Friedmann-Hahn filmische Künstlerporträts, die u. a. von Sabine Carbon erstellt worden sind. Dazwischen zeigt die Galerie in Gruppenausstellungen neben ihren Stammkünstlern junge, ausgewählte Positionen, um diesen ein Forum zu geben. Etwa während des „Berliner Gallery-Weekends“ oder der „Berlin Art Week“. 2017 erschien in Kooperation mit dem Distanz Verlag eine Werkmonografie des österreichischen Fotografen Josef Fischnaller.
Ausstellungsrezensionen und Interviews mit den Künstlern und dem Galeristen erschienen u. a. im Monopol, der Weltkunst, der Deutschen Welle, der Süddeutschen Zeitung, dem Chapeau-Magazin, auf n-tv, im Tagesspiegel, in der Berliner Zeitung und Die Welt.

## Ausstellungen (Auswahl)
- 2019: Marc Sparfel. Wood Anima.
- 2018: Maximilian Verhas. Moving Perspectives.
- 2018: Anders Gjennestad.Gravity.
- 2018: Josef Fischnaller. Erotica.
- 2017/2018: Edite Grinberga. Zwischenzeit.
- 2017: Sasa Makarová. La Grande Bellezza.
- 2017: Markus Fräger. Die Verlassenen.

## Kataloge
Eine Auswahl von Kunstkatalogen, die von der Galerie
herausgegeben wurden:
- Harry Lehmann: Edite Grinberga. Geteiltes Licht. 2015.
- Sophie Gerlach: Edite Grinberga. Malerei. 2009–2012. 2012.
- Sophie Gerlach: Marc Sparfel Wood Hunter. 2015.
- Maxi Broecking-Sickert, Mark Gisbourne: Mia Florentine Weiss. Ten Years of Work. 2017.
- Christian Ankowitsch: Josef Fischnaller. Dudes, Hustlers and other Weirdos. 2011.